# Reprezentacja Jamajki w piłce siatkowej kobiet
Reprezentacja Jamajki w piłce siatkowej kobiet to narodowa reprezentacja tego kraju, reprezentująca go na arenie   międzynarodowej.

## Mistrzostwa Ameryki Północnej, Środkowej i Karaibów
Drużyna jeszcze nigdy nie wystąpiła na Mistrzostwach Ameryki Północnej.